# デッドプール (映画)
『デッドプール』（Deadpool）は、マーベル・コミックの同名キャラクターをベースにした、2016年のアメリカのスーパーヒーロー映画である。監督はティム・ミラー、脚本はレット・リースとポール・ワーニックが務め、ライアン・レイノルズ、モリーナ・バッカリン、エド・スクライン、T・J・ミラー、ジーナ・カラーノなどが出演する。『X-MEN:フューチャー&パスト』に続く「X-MEN」フランチャイズの8作目にあたり、「デッドプール」シリーズの1作目となる。

## あらすじ
ニューヨークでトラブルシューターをしながら日銭を稼ぎ生活している傭兵のウェイド・ウィルソンは、高級娼婦のヴァネッサと出会い交際し始める。愛し合い結婚の約束をしたウェイドだったが、突然意識を失い病院に運ばれた結果末期がんと診断される。
ウェイドは親友のウィーゼルが経営している酒場に来たリクルーターの男の誘いに乗り、がんの治療と引き換えに極秘の人体実験の被験者となることを決めると同時に、ヴァネッサの前から姿を消す。ウェイドは施設でフランシス・フリーマン / エイジャックスというミュータントの男から、DNAに潜んでいるミュータント遺伝子を活性化させる血清を投与され、突然変異を誘発する為に拷問を受ける。中々ミュータント化しないウェイドだったが、カプセルに密閉させ、酸素を失くして窒息させる実験の末にウェイドの細胞は変異し、驚異的な治癒能力を手に入れるが、引き換えに全身が火傷を負ったように爛れた醜い姿に変異してしまう。フランシスの側近・エンジェルからマッチを奪い、意図的に火事を起こして施設から脱出したウェイドだったが、ヴァネッサが醜い自分の姿を受け入れるとは思えず、再会を避けて盲目の老婆アルの家に居候する。フランシスが言った言葉を頼りに元の姿に戻るため、自作の赤いコスチュームと赤い覆面を身につけて、ウィーゼルの酒場で行われていた死人が出るかどうかの賭けである「死の賭け（Dead Pool）」を元に、傭兵デッドプールと名乗り、フランシスと組織につながりのある人物を襲撃する。
リクルーターの男からフランシスの居場所を聞きだしたウェイドは、高速道路でフランシスが率いる集団を襲撃する。護衛の傭兵達を倒すとフランシスを追い詰めるが、そこにテレビ放送で騒動を見て駆けつけた、プロフェッサーX率いるミュータントのヒーローチーム「X-MEN」のコロッサスと訓練生のネガソニック・ティーンエイジ・ウォーヘッドが現れ、彼らと問答している間にフランシスに逃亡されてしまう。ウェイドもコロッサスに手錠をかけられ、プロフェッサーXの元へと連行されそうになるが、ナイフで自身の手首を切り落とすことで逃げだし、アルの家へと帰宅した。
デッドプールの正体を知ったフランシスは、人質としてヴァネッサを誘拐する。これを知って怒り心頭のウェイドは、「恵まれし子らの学園」のコロッサスとネガソニックの協力を得てフランシスのアジトである航空母艦がある廃棄場を襲撃、フランシスの傭兵を相手に戦いを始める。激闘の末、ウェイドはフランシスを追い詰め元の姿に戻すよう迫るも、フランシスからは「元通りにする方法などない」と言い放たれて拒否されてしまう。報復を思いとどまらせようと説得するコロッサスだったが、ウェイドはそれを尻目にフランシスを射殺する。
戦いの後にウェイドとヴァネッサは対面し、ウェイドは自身の素顔を見せるが、ヴァネッサはウェイドを受け入れて二人は結ばれ映画は幕を閉じる。

## 登場人物
ウェイド・ウィルソン / デッドプール
演 - ライアン・レイノルズ、日本語吹替 - 加瀬康之
元特殊部隊員で、現在はニューヨークでトラブルシューターをしながら日銭を稼ぎ生活している傭兵。末期がんであることが判明し、その治療のためにウェポンXプログラムの人体実験の被験者に志願した。その結果、驚異的な治癒能力を手に入れるが、治癒能力を引き出させる代償として、全身の皮膚が焼け爛れたように変異してしまう。その後、元の自分の姿に戻りヴァネッサの元へ帰るために、自作の赤いコスチュームと二振の刀、二丁拳銃を身に纏い、自らを傭兵「デッドプール」と名乗り、エイジャックスらを追跡する。
一人称は「俺ちゃん」。あらゆるポップカルチャーに詳しいため、比喩や会話の最中によく織り混ぜて話す事が多い。かなりのおしゃべり好きで、どんな状況でもユーモアのセンスを失わずに喋り続けるため、よく相手をうざがらせている。実験で得た治癒能力は、腕を切り落としても再生し、銃で撃たれたりナイフで斬られても傷口が瞬時に治り、頭部を刺されても無事な事から、不死身に近い回復力を誇る。
本作の語り部となっているほか、原作同様に物語の節々で第四の壁を無視して観客に語りかけてきたり、BGMなど劇中のあらゆる演出を操ることができる。
作中ではヴァネッサとのロマンスが描かれるが、設定上はデッドプールはパンセクシュアルということになっており、ティム・ミラー監督も言及している。
ヴァネッサ
演 - モリーナ・バッカリン、日本語吹替 - 林真里花
ウェイドのガールフレンドでニューヨークのストリッパー。傭兵達が仕事を求めて集まる酒場「シスターマーガレットのバー」でウェイドと出会い、身内から虐待を受けていた彼と同じ境遇や、ウェイドの口数やジョークも理解できることから1年の交際を経て婚約までするが、末期がんが見つかったことで落ち込むウェイドを慰める。ウェイドが失踪してからは、ストリップバーでウェイトレスとして働いている。ウェイドは変異した醜い顔では受け入れてもらえないと思い込んでいたが、再会した後に変異した彼の顔も、「お酒がぶ飲みすれば、この顔に喜んで跨がる」と言って受け入れる。
フランシス・フリーマン / エイジャックス
演 - エド・スクライン、日本語吹替 - 浜田賢二
ウェポンXプログラムを仕切ってる組織のリーダーにして、超人的な反射神経と無痛無感覚の身体を持つミュータント。
難病の治療と称し、リクルーターの男を通じて各地の難病患者を集めて人体実験を施している。実験の狙いは、人工的なミュータントの製造であり、超人奴隷としてオークションで売り飛ばしていた。必要以上に相手をいたぶる事を好み、ウェイドからも「サイコ野郎」と評される程のサディストである。
終盤では元の姿に戻すように迫ったウェイドに対し、「元に戻せると思ったのか」と突きつけ逆上したウェイドによって射殺される。
女性名である本名で呼ばれることを嫌っているが、ウェイドは本名を知った後面白がって呼んでいる。しかし、エイジャックス本人も張り合うかのようにウェイドに度々自分の名前を聞いている。
ウィーゼル
演 - T・J・ミラー、日本語吹替 - 佐藤せつじ
ウェイドら傭兵達が仕事を求めて行きつける酒場「シスターマーガレットのバー」の店主にして、ウェイドの親友。彼同様、口数が多く、度々、店内で起こる傭兵同士の殴り合いで誰が死ぬかというギャンブルを催し、その中で金欲しさにウェイドの名前を書いて賭ける等、ウェイドから『世界一酷い友達』と評される一面もある悪友である。ミュータント化し、デッドプールとなったウェイドに正体がばれない様、マスクの着用を勧め、フランシスがヴァネッサを狙っている事を知らせる等、彼の復讐を後押しした。
エンジェル・ダスト
演 - ジーナ・カラーノ、日本語吹替 - 行成とあ
フランシスの側近を務める女性ミュータント。口より先に手が出る短気な性格で、常人を遥かに超える怪力を持ち、コロッサスと互角以上に戦える。常に口にマッチを加えているため、ウェイドからは「スタローンの真似か?」と言われた。
ブラインド・アル
演 - レスリー・アガムズ、日本語吹替 - 一柳みる
盲目の老婆。コカインを常用している。デッドプールとなったウェイドと同居しており、一人でIKEAの家具をよく組み立てているが、盲目故に上手く行かない。口は多少悪いが、ウェイドが怪我をしていると察し、心配して軟膏や鎮痛剤を勧めたり、今の醜い自分の顔ではヴァネッサに受け入れてもらえないと思い込む彼に「顔が全てじゃない」と言う等、彼女なりに気に掛けている。
ネガソニック・ティーンエイジ・ウォーヘッド
演 - ブリアナ・ヒルデブランド、日本語吹替 - 嶋村侑
ミュータントのヒーローチーム「X-MEN」の訓練生で、コロッサスとバディを組んでいる坊主頭のミュータントの少女。表情の硬い不愛想な性格で、コロッサスに挑み自滅するヴェイドをほくそ笑んだりする生意気な一面もあるが、彼がヴァネッサと再会して和解した所を見て「見直した」と励ました事からそこまで硬い性格ではないようである。「恵まれし子らの学園」を尋ねたデッドプールから、ヴァネッサの救出を頼まれ、コロッサスと共に救出に向かった。身体から原子力のエネルギーを放出させ、攻撃に利用する能力を有する。
コロッサス
声 - ステファン・カピチッチ、日本語吹替 - 木村雅史
ミュータントのヒーローチーム「X-MEN」のメンバーであるミュータント。鋼鉄の身体と驚異的な怪力を持つ。ミュータントの学校である「恵まれし子らの学園」では、教師を務めている。正義感が強く生真面目な性格をしているが、デッドプールの仇であるエイジャックスもミュータントだからとX-MENに入れようとするなど、正義感が強すぎるあまり浮世離れした部分がある。デッドプールからは「優等生キャラ」や「学級委員長タイプ」、「ロボコップ」と比喩されており、嫌悪されている。デッドプールに対しても更生させようとX-MENへの勧誘を続けているが、デッドプール自身は彼を非常に鬱陶しがっており、常に勧誘を拒否している。
ドーピンダー
演 - カラン・ソーニ、日本語吹替 - 影平隆一
インド系のタクシー運転手の男性。婚約者だったギータを自身の従兄弟のバンドゥー（ドーピンダー曰く「イケメンだけど中身はひどい奴」）に奪われるが、フランシスを追う中で乗せたデッドプールことウェイドに出会い、意気投合した事で彼に影響されてしまい、フランシスの元へ向かうウェイド達を乗せた際はバンドゥーへ復讐しようと自分が運転するタクシーのトランクに閉じ込めていたが、不注意運転の末に他の車がトランクに追突する事故で死なせてしまう。
リクルーター
演 - ジェド・リース
エイジャックスの配下の男。難病・奇病の患者を、治療と称してウェポンXプログラムの実験へとスカウトする役目を任されており、末期がんと診断されたウェイドにも治療と称して実験へのスカウトを行った。中盤にも再び登場し別の患者をスカウトしていたが、デッドプールとなったウェイドに居場所を突き止められた挙げ句、痛め付けられ、エイジャックスの居場所を吐かされる。黒いスーツの風貌から、デッドプールからは「子供を誘拐する変態」、「エージェント・スミス」呼ばわりされていた。
ボブ
演 - ロブ・ヘイター
エイジャックスの元で戦闘員として雇われていた、ウェイドと旧知の傭兵。そのため、終盤の戦闘ではウェイドの頭突きによる気絶だけで済み、引きずられて避難させられた。既婚者で、料理上手な妻と子供がいる。
バーの男
演 - ロブ・ライフェルド
カメオ出演。

## 製作

### 企画
2000年5月、アーティサン・エンターテインメントはデッドプールをフィーチャーした映画を共同製作、配給、出資する契約をマーベル・エンターテインメントと交わした。2004年2月、ニュー・ライン・シネマは脚本家・監督のデヴィッド・S・ゴイヤーと俳優のライアン・レイノルズと共にデッドプールの映画の製作に取り組もうとしていた。しかしながら8月までにゴイヤーは他のプロジェクトを支援してデッドプールへの興味を失った。2005年3月、ニュー・ライン・シネマがプロジェクトを保留した後、20世紀フォックスは『Deadpool』の製作を前進させる事に興味を持った。スタジオは『ウルヴァリン:X-MEN ZERO』の企画初期にレイノルズがキャスティングされた頃からデッドプールのスピンオフを検討していた。『ウルヴァリン: X-MEN ZERO』の初週末興行が成功すると、スタジオはドナーをプロデューサーとして『Deadpool』に取り組むと発表した。ドナーは『ウルヴァリン: X-MEN ZERO』のデッドプールを無視した映画にすることを望み、またキャラクターは第四の壁を破壊するといったコミックの要素を持つことになると発言した。2010年1月、レット・リースとポール・ワーニックが脚本執筆のために雇われた。2010年6月、脚本の初期草案がロバート・ロドリゲスに送られた。ロドリゲスとの交渉が失敗に終わった後、アダム・バーグが監督の最有力候補として浮上した。2011年4月、視覚効果専門家のティム・ミラーが監督として雇われた。2014年7月28日、2012年に映画向けに制作され、ライアン・レイノルズが声を担当していたテスト映像がオンライン上にリークされた。後日、テスト映像はそれを制作した会社であるブラー・スタジオによって公式に公開された。2014年9月、テスト映像への肯定的な評価により、2016年2月12日の公開が決定された。
2014年10月、プロデューサーのサイモン・キンバーグは映画が他の『X-MEN』の映画作品と世界観を共有する予定であることを明かした。

### キャスティング
2014年12月、レイノルズがウェイド・ウィルソン/デッドプール役を再演することが明かされた。2015年1月、T・J・ミラーとエド・スクラインとの出演交渉が行われた。2015年2月、モリーナ・バッカリンが役名不明、ジーナ・カラーノがエンジェル・ダスト役でキャスティングされた。バッカリンの役にはテイラー・シリング、クリスタル・リード、レベッカ・リッテンハウス、セーラ・グリーン、ジェシカ・デ・ゴウが考慮されていた。3月、ミラーの役がウィーゼル、バッカリンの役がヴァネッサであることが明らかとなり、またブリアナ・ヒルデブランドがネガソニック・ティーンエイジ・ウォーヘッド役で雇われた。4月、スクラインの役名がエイジャックスであることが明かされた。

### 撮影
2015年3月23日、カナダのバンクーバーで主要撮影が始まった。

## 公開
2016年2月12日に公開された。

### マーケティング
2015年7月に開かれたサンディエゴ・コミコンで本作の予告編が公開された。このバージョンはRed Band版と呼ばれるものであり、暴力や下品な表現を多く含んでいる。2015年8月25日にYoutubeで公開された際、年齢制限がかけられていたにもかかわらず、24時間で再生回数300万回を超えた。コミコン後に暴力シーンや下ネタを控えたGreen Band版と呼ばれる予告編が公開された。
2015年8月25日には、Red Band版を基にした日本語版予告編が公開された。

## 評価
レビュー・アグリゲーターのRotten Tomatoesでは348件のレビューで支持率は85%、平均点は7.10/10となった。Metacriticでは49件のレビューを基に加重平均値が65/100となった。
R指定のアメコミ映画が観客に受け入れられたことで、2017年にディズニーのCEOだったボブ・アイガーは今後も「デッドプール」のシリーズをR指定で作ることに前向きな発言をした。

### 受賞
| 年   | 映画賞                                 | 賞                                      | 対象                                                                       | 結果       |
| ---- | -------------------------------------- | --------------------------------------- | -------------------------------------------------------------------------- | ---------- |
| 2016 | MTVムービー・アワード 2016             | 最優秀映画賞                            |                                                                            | ノミネート |
| 2016 | MTVムービー・アワード 2016             | 最優秀女優賞                            | モリーナ・バッカリン                                                       | ノミネート |
| 2016 | MTVムービー・アワード 2016             | 最優秀男優賞                            | ライアン・レイノルズ                                                       | ノミネート |
| 2016 | MTVムービー・アワード 2016             | ベスト・ファイト賞                      | デッドプール（ライアン・レイノルズ） vs エイジャックス（エド・スクライン） | 受賞       |
| 2016 | MTVムービー・アワード 2016             | ベスト・キス賞                          | ライアン・レイノルズ & モリーナ・バッカリン                                | ノミネート |
| 2016 | MTVムービー・アワード 2016             | 最優秀アクション演技賞                  | デッドプール（ライアン・レイノルズ）                                       | ノミネート |
| 2016 | MTVムービー・アワード 2016             | 最優秀コメディ・パフォーマンス賞        | デッドプール（ライアン・レイノルズ）                                       | 受賞       |
| 2016 | MTVムービー・アワード 2016             | 最優秀悪役賞                            | エイジャックス（エド・スクライン）                                         | ノミネート |
| 2016 | 第22回クリティクス・チョイス・アワード | コメディ映画賞                          |                                                                            | 受賞       |
| 2016 | 第22回クリティクス・チョイス・アワード | コメディ映画男優賞                      | ライアン・レイノルズ                                                       | 受賞       |
| 2017 | 第74回ゴールデングローブ賞             | 作品賞 (ミュージカル・コメディ部門)     |                                                                            | ノミネート |
| 2017 | 第74回ゴールデングローブ賞             | 主演男優賞 (ミュージカル・コメディ部門) | ライアン・レイノルズ                                                       | ノミネート |
| 2017 | 2017年度全米脚本家組合賞               | 脚色賞                                  |                                                                            | 未決定     |
| 2017 | 第28回全米製作者組合賞                 | 映画部門                                |                                                                            | 未決定     |

## その他
- メタフィクショナルな台詞、展開、演出が多い。X-MENシリーズや『ウルヴァリン:X-MEN ZERO』に登場した際のデッドプール、「マーベル・シネマティック・ユニバース」、『グリーン・ランタン』を揶揄するものがある。
- マーベルの実写映画では原作者であるスタン・リーのカメオ出演が恒例となっているが、本作ではストリップバーのDJ役で出演している。
- エンドクレジット終了後にデッドプールが「続編ではケーブルが出演する」と発言し、実際に続編で実現している。
- エンドクレジット終了後のシーンは上述の「マーベル・シネマティック・ユニバース」と映画『フェリスはある朝突然に』（Ferris Bueller's Day Off）のエンドクレジット終了後のシーンのパロディ(バスローブの柄、観客に「まだ居たの？終わった。・・・もう帰んな。」と語る)。
- 日本での劇場公開に際し、数量限定の入場者プレゼントとして、劇中のシーンを再現したデッドプールの手乗りフィギュアが配布された。
- 違法ダウンロードの実態を調査するTorrentFreakが「2016年最も違法ダウンロードされた映画」を発表し、今作が一位となった[42]。
- 本作では日本の有名キャラクターの一つであるハローキティがデッドプールの所有するアイテムやグッズとして劇中で登場しているが、これはデッドプール自身が大のハローキティファンであるという設定となっている為であり、Twitterのオフィシャルアカウントも唯一フォローしているアカウントが海外版ハローキティのものとなっている[43][44]。